# The Glen Campbell Goodtime Album
The Glen Campbell Goodtime Album è un album in studio del musicista statunitense Glen Campbell, pubblicato nel 1970.

## Tracce
Side 1
1. It's Only Make Believe (Conway Twitty, Jack Nance) - 2:18
2. MacArthur Park (Jimmy Webb) - 4:47
3. As Far as I'm Concerned (Bobby Russell) - 2:45
4. Just Another Piece of Paper (Webb) - 2:09
5. Pave Your Way into Tomorrow (Billy Graham) - 1:36

Side 2
1. My Way (Jacques Revaux, Claude François, Paul Anka) - 4:14
2. Dream Sweet Dreams About Me (John Ragsdale) - 2:37
3. Bridge Over Troubled Water (Paul Simon) - 3:20
4. Turn It Around in Your Mind (Jerry Reed) - 2:11
5. Funny Kind of Monday (Mitchell Torok, Ramona Redd) - 2:04